# Powiat białostocki (1795–1919)
Powiat białostocki (niem. Kreis Bialystock, ros. Белосто́кский уе́зд) – jednostka administracyjna na ziemiach zabranych istniejąca w latach 1795–1919. W latach 1795–1807 należał do Królestwa Prus (do departamentu białostockiego Prus Nowowschodnich), a od 1808 do Imperium Rosyjskiego (w latach 1808–1843 do obwodu białostockiego a 1843–1915 do guberni grodzieńskiej).
Podczas I wojny światowej (1915–1919) należał do okupowanego przez Niemcy Ober-Ostu (w latach 1915–1916 w okręgu Białystok, a 1916–1918 w okręgu Białystok-Grodno) oraz do Królestwa Litwy (1918). W sierpniu 1919 przeszedł pod administrację polską.
Siedzibą powiatu było miasto Białystok.

## Królestwo Prus(1795–1807)
Po trzecim rozbiorze tereny północno-wschodniej Polski weszły w skład państwa pruskiego, które utworzyło z nich nową prowincję Prusy Nowowschodnie z podziałem na dwa departamenty: białostocki i płocki. Departament białostocki podzielono na dziesięć powiatów (dystryktów) – jednym z nich był powiat białostocki. Obejmował on wówczas resztkę dawnej ziemi bielskiej położonej między prawym brzegiem Narwi i powiatem grodzieńskim oraz część tego ostatniego powiatu aż do Janowa i Sokółki. Powiat podobnie jak w okresie rządów polskich dzielił się na parafie. Liczył on wówczas 11 134 dymy i około 67 tysięcy mieszkańców. Na jego czele stał landrat wyposażony w szerokie kompetencje. Wyznaczano ich z reguły spośród miejscowych ziemian polskich lub Prusaków o polskich nazwiskach. Urzędnikami powiatowymi byli na ogół Prusacy, w 1807 większość ich się wyniosła, ale nieliczni, którzy pozostali szybko się spolonizowali.
Powiat białostocki objął inicjalnie 11 miast: Białystok, Choroszcz, Gródek, Janów, Jasionówka, Knyszyn, Odelsk, Sokółka, Trzcianne, Wasilków, Zabłudów; później 10 miast, bo w 1800 roku Trzciannego nie zaliczono już do miast.

## Imperium Rosyjskie(1808–1915)

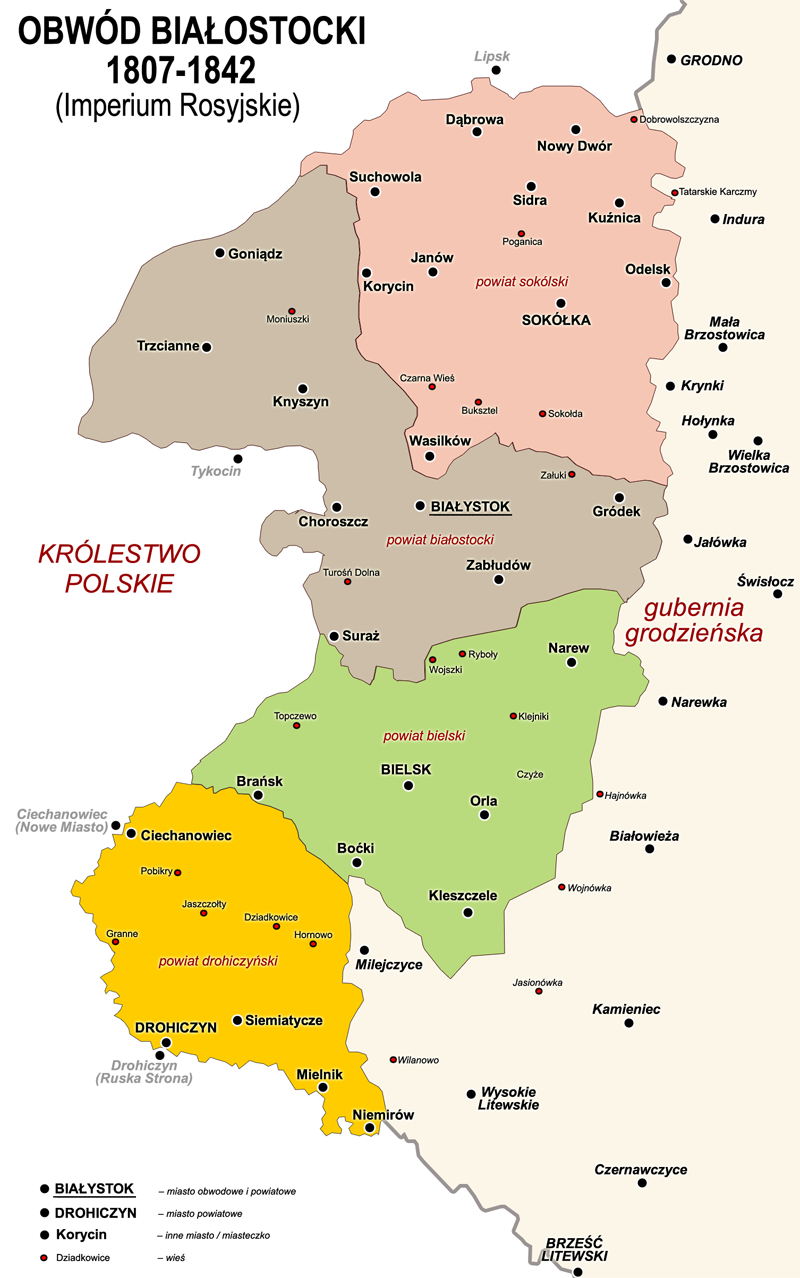
Powiat białostocki (kolor kawowy) w obwodzie białostockim

Powiat białostocki w składzie guberni grodzieńskiej

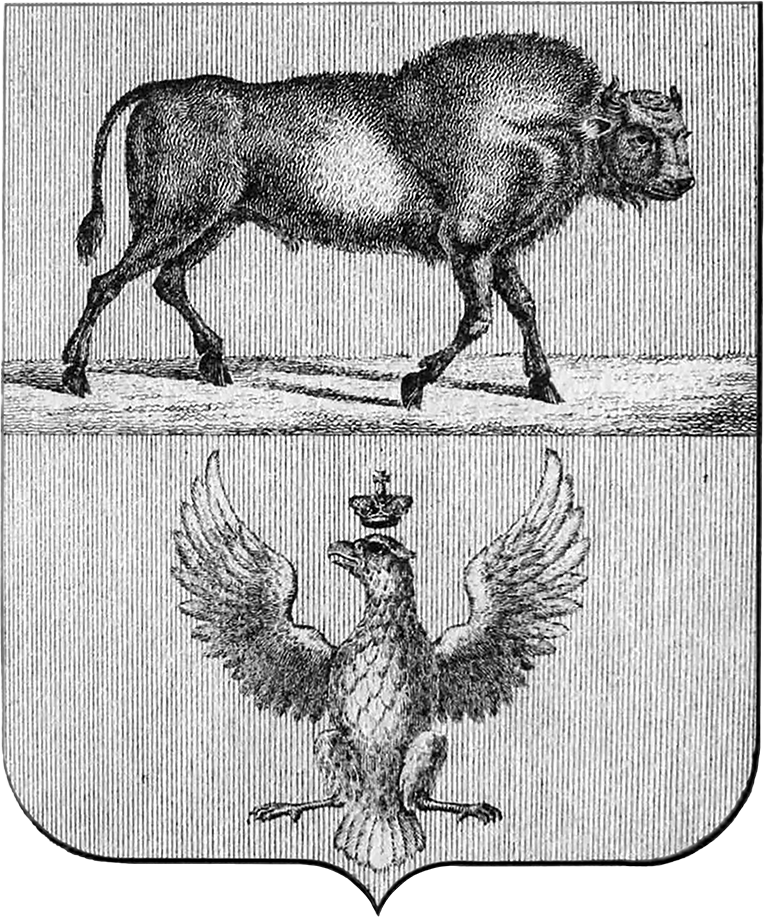
herb powiatu białostockiego (1845)

W 1808 roku terytorium powiatu białostockiego na mocy traktatu tylżyckiego odłączono od Prus i przekazano Rosji. Początkowo znajdował się w składzie obwodu białostockiego, a następnie po jego zlikwidowaniu w 1843 przeszedł do guberni grodzieńskiej. Administracja powiatu spoczywała w rękach isprawnika (naczelnika) powiatu (ujezdnyj isprawnik), wybieranego przez lokalnych przedstawicieli stanu szlacheckiego. Kompetencje isprawnika sprowadzały się przede wszystkim do funkcji policyjnych. Oddzielne struktury organizacyjne tworzone były na potrzeby administracji specjalnej, takiej jak administracja wojskowa, skarbowa, oświatowa, pocztowa itp. W tym okresie administracja powiatu została zrusyfikowana a jego naczelnikami i zastępcami naczelników byli Rosjanie.
W 1864 w powiecie utworzono samorząd ziemski. Jego organem uchwałodawczym były powiatowe zgromadzenie ziemstwa, wykonawczymi zaś ich zarząd z marszałkiem szlachty na czele. Samorząd ziemski pochodził z wyborów cenzusowych i kurialnych, zapewniających – zwłaszcza po 1890 r. – dominującą pozycję przedstawicielom stanu szlacheckiego. W roku 1870 powołano do życia samorząd miejski, z wybieralnymi na cztery lata dumami miejskimi jako organami uchwałodawczymi oraz zarządami miejskimi, na czele z prezydentami lub burmistrzami jako organami wykonawczymi. Według danych z 1889 powiat obejmował powierzchnię 2551,8 wiorst kwadratowych (290 400 hektarów).
W 1880 powiat był podzielony na 4 miasta (jedno powiatowe Białystok i 3 miasta nadetatowe), 7 miasteczek oraz 11 gmin wiejskich, obejmujących 216 wsi prywatnych i 276 skarbowych. Liczba gmin wiejskich (wołosti) w 1897 zwiększyła się do 12:
Miasta:
- miasto Białystok (66032 mieszk.)
- miasto Goniądz (1653 mieszk.)
- miasto Knyszyn (3436 mieszk.)
- miasto Suraż (1599 mieszk.)

Miasteczka:
- miasteczko Choroszcz (2464 mieszk.)
- miasteczko Gródek (3209 mieszk.)
- miasteczko Janopol
- miasteczko Jasionówka
- miasteczko Supraśl (2459 mieszk.)
- miasteczko Trzcianne (2313 mieszk.)
- miasteczko Zabłudów (3772 mieszk.)

Gminy:
- gmina białostoczecka – siedziba: kolonia Bacieczki (7188 mieszk., 48 wsi)
- gmina gródecka – siedziba: miasteczko Gródek (6022 mieszk., 54 wsi)
- gmina dojlidzka – siedziba: nadleśnictwo Zielona (3954 mieszk., 43 wsie)
- gmina zabłudowska – siedziba: osada Kowalowce (9156 mieszk., 92 wsie)
- gmina zawykowska – siedziba: osada Bogdanki (6026 mieszk., 40 wsi)
- gmina krypniańska – siedziba: osada Krypno (9865 mieszk., 87 wsi)
- gmina michałowska – siedziba: kolonia Niezbudka-Michałowo (259 mieszk., 3 wsie)
- gmina obrubnikowska – siedziba: osada Krasne Folwarczne (6293 mieszk., 91 wsi)
- gmina przytulańska – siedziba: wieś Krzeczkowo (4838 mieszk., 86 wsi)
- gmina choroszczańska – siedziba: osada Barszczewo) (5792 mieszk., 50 wsi)
- gmina juchnowiecka – siedziba: wieś Juchnowiec (4579 mieszk., 70 wsi)
- gmina jaświłska – siedziba: osada Jaświły (10105 mieszk., 70 wsi)

## I wojna światowa

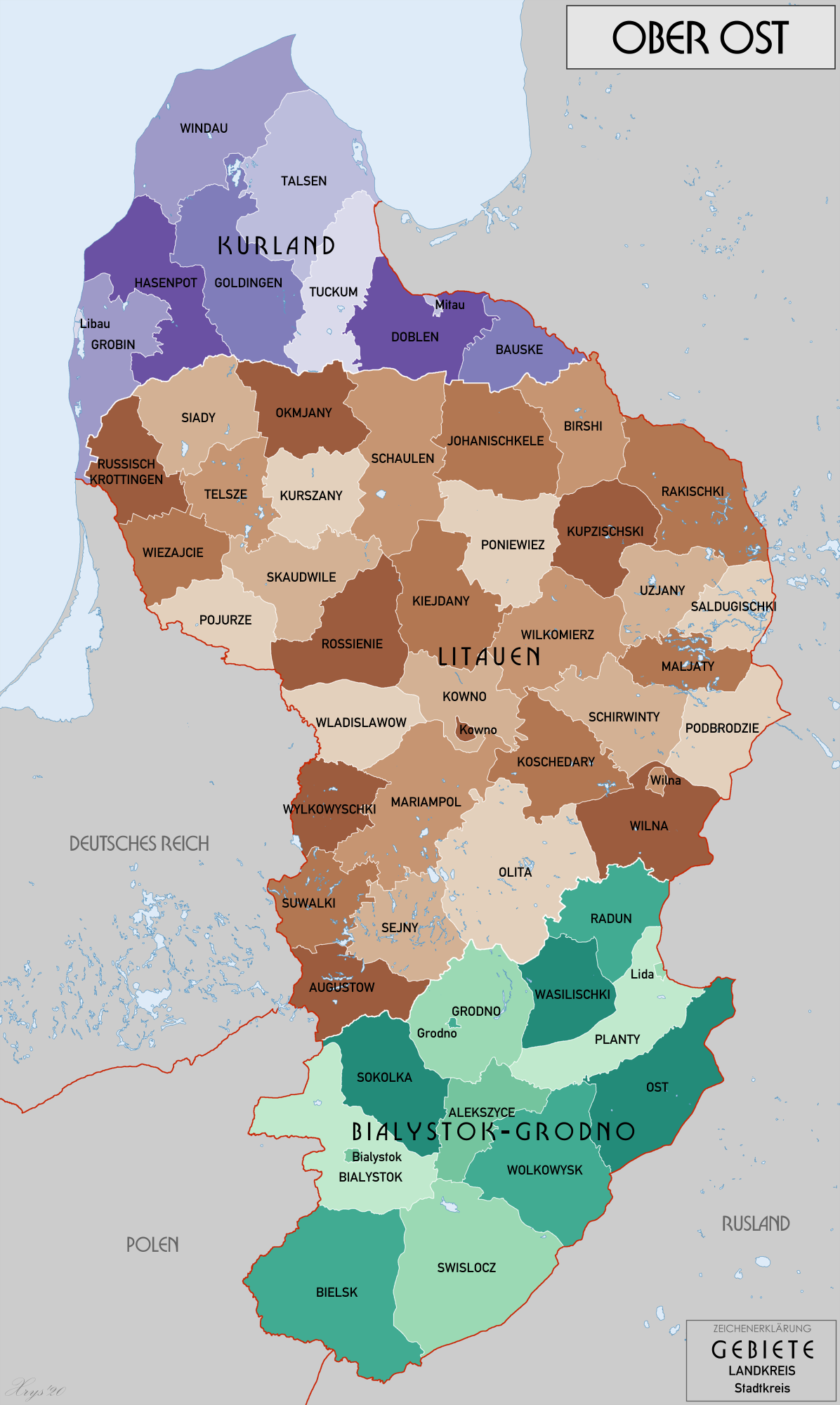
Powiat białostocki w okręgu Białystok-Grodno w ramach Ober-Ost

Podczas I wojny światowej (1915–1919) powiat białostocki należał do okupowanego przez Niemcy Ober-Ostu, zarządzanej przez wojskowy zarząd terytorium okupowanych (w latach 1915–1916 w okręgu Białystok, a 1916–1918 w okręgu Białystok-Grodno), a następnie do Królestwa Litwy (1918).
Po I wojnie światowej, 14 sierpnia 1919, obszar rosyjskiego powiatu białostockiego w całości przypadł Polsce, wchodząc w skład w województwa białostockiego jako powiat białostocki. Rząd polski utrzymał zatem dawny rosyjski podział administracyjny na powiaty, choć ze zmianami wprowadzonymi podczas I wojny światowej, m.in. do powiatu białostockiego włączono miasto Wasilków z powiatu sokólskiego.

## Ludność
W tym 1810 r. w powiecie znajdowało się 7 miast: Białystok (1815 mieszkańców), Choroszcz, Goniądz (670 mieszkańców), Gródek, Knyszyn, Suraż (511 mieszkańców) i Zabłudów.
| Liczba mieszkańców powiatu białostockiego | Liczba mieszkańców powiatu białostockiego |
| ----------------------------------------- | ----------------------------------------- |
| Rok                                       | mieszkańcy                                |
| 1815                                      | 27 843                                    |
| 1833                                      | 36 403                                    |
| 1851                                      | 39 428                                    |
| 1860                                      | 75 135                                    |
| 1878                                      | 126 400                                   |
| 1897                                      | 206 600                                   |

Według spisu powszechnego z 1897 r. w powiecie mieszkało 206,6 tys. osób. w tym Polacy – 34,0%; Żydzi - 28,3%; Białorusini - 26,1%; Rosjanie - 6,7%; Niemcy - 3,6%. W mieście powiatowym Białymstoku mieszkało 66 032 osób, w trzech pozostałych Goniądzu 3 436 osób, w Knyszynie 3 864 osób, a w Surażu 1 599 osób.